# Pseudoilbia lineata
Pseudoilbia lineata är en snäckart som beskrevs av Miller och William B. Rudman 1968. Pseudoilbia lineata ingår i släktet Pseudoilbia och familjen Runcinidae. Inga underarter finns listade i Catalogue of Life.